# توکسی (آلاباما)
توکسی (به انگلیسی: Toxey) شهرکی در شهرستان چوکتا ایالت آلاباما است که مساحت آن ۱٫۷۷ کیلومترمربع است و در سرشماری سال ۲۰۱۰ میلادی، ۱۳۷ نفر جمعیت داشته و تراکم جمعیتی آن، ۷۷٫۴ نفر در کیلومترمربع بوده است.